# 976 Benjamina
976 Benjamina è un asteroide della fascia principale del diametro medio di circa 80,53 km. Scoperto nel 1922, presenta un'orbita caratterizzata da un semiasse maggiore pari a 3,2056418 UA e da un'eccentricità di 0,0955470, inclinata di 7,65479° rispetto all'eclittica.
Il suo nome è in onore del figlio dello scopritore.